# سلحب (طوباس)
سلحب هي قرية فلسطينية صغيرة في محافظة طوباس في شمال شرق الضفة الغربية، وتقع على بعد أربعة كيلومترات شمال طوباس. وفقًا لتعداد الجهاز المركزي للإحصاء الفلسطيني، بلغ عدد سكانها 45 نسمة يعيشون في خمسة أسر في عام 2007 و25 نسمة في عام 2017.  في عام 2007، أصبح رئيس بلديتها فوزي صوافطة.

## تاريخها
تشير الأدلة الأثرية في القرية ومحيطها، في شكل جدران وأساسات المباني القديمة، إلى وجود سكان من العصر الروماني أو البيزنطي. تم العثور فيها على قطع خزفية من العصر البيزنطي.

### العصر العثماني
في عام 1596 ظهرت في سجلات الضرائب العثمانية باسم "سلحب"، وهي قرية في ناحية جبل سامي في لواء نابلس. كان عدد سكانها ثمانية أسر واثنين من العزاب، جميعهم مسلمون. كان القرويون يدفعون الضرائب على القمح والشعير والمحاصيل الصيفية وأشجار الزيتون والماعز وخلايا النحل، بإجمالي 4000 أقجة. في زيارته عام 1870، وصف المستكشف الفرنسي فيكتور غيران سلهب بأنها "مدينة صغيرة، مدمرة الآن، على تلة تتخلل جوانبها الصخرية العديد من الصهاريج. المكان الذي كانت تشغله الآن مغطى بمواد مختلطة، وبقايا مساكن مهدمة، وموزعة في معظمها في أكوام دائرية حول صوامع أو مخازن جوفية محفورة في الصخر.
وفقًا لمعهد الأبحاث التطبيقية في القدس (أريج)، فقد أعيد تأسيس المستوطنة الحديثة على الخربة القديمة ("الخربة") عام 1880 على يد عائلة من نابلس، وبعد وفاة رب العائلة، بيعت أراضي سلهب للمهاجرين القادمين من لبنان والعراق الحاليين. مع ذلك، لم يتم تسجيل أي عدد سكان للقرية في التعداد البريطاني لفلسطين عام 1931.

### العصر الحديث
بعد حرب الأيام الستة عام 1967، أصبحت سلهب تحت الاحتلال الإسرائيلي. أنشأت السلطة الوطنية الفلسطينية لجنة تنمية محلية مكونة من ثلاثة أعضاء لإدارة شؤون القرية عام 1999. أما الخدمات الرئيسية التي تقدمها اللجنة هي توزيع المياه والمساعدات الإنسانية.
يعتمد سكان سلحب اليوم بشكل كامل على الزراعة كمصدر للدخل. تفتقر القرية إلى المؤسسات التعليمية والمراكز الصحية والمحلات التجارية وأسواق المواد الغذائية ويضطر السكان للذهاب إلى عقبة وطوباس للوصول إلى هذه الخدمات.

## جغرافيتها
تقع القرية في جنوب غرب وادي الزبابدة على تل صغير يبلغ متوسط ارتفاعه 430 متراً فوق مستوى سطح البحر. تمتلئ المنحدرات الشمالية الشديدة للقرية بمواد البناء القديمة المتناثرة التي يعود تاريخها إلى العصر الروماني. في عام 1987 بلغت المساحة المبنية من سلحب 15 دونماً وتتركز في القسم الغربي من التل الذي يحتوي أيضاً على عدد من المحاجر الصغيرة. كما يوجد في القرية 30 خزانًا للمياه، لكن أقرب مصدر للمياه هو نبع وادي الفارعة، على بعد 10 كيلومترات إلى الجنوب الغربي. كما تقع على الطريق بين طوباس وإبزيق، وتشمل المناطق القريبة منها تياسير إلى الشرق، وطوباس على بعد 4 كيلومترات إلى الجنوب، وعقبة على بعد 2 كيلومتر إلى الغرب، ورابا إلى الشمال. وتبلغ المساحة الإجمالية للأراضي حوالي 5000 دونم، منها 1880 دونم مزروعة ومعظم المساحة المتبقية مخصصة للزراعة والرعي والغابات.

## التركيبة السكانية
في تعداد عام 1997 الذي أجراه الجهاز المركزي للإحصاء الفلسطيني، بلغ عدد سكان سلهب 53 نسمة ولم يصنف أي من السكان كلاجئين. كان هناك ما مجموعه ثمانية أسر. وانخفض عدد السكان إلى 45 فرداً يعيشون في خمسة أسر، وكان متوسط حجمها تسعة أفراد في تعداد عام 2007 الذي أجراه الجهاز المركزي للإحصاء الفلسطيني. كانت نسبة الجنس 53.3% ذكور و 46.7% إناث. ينتمي حوالي 90% من السكان إلى عشيرة القدوسة، بينما ينتمي البقية إلى عشيرة أبو عرة.
سكان سلهب مسلمون، على الرغم من عدم وجود مسجد في القرية. المصلون يؤدون الصلاة في المساجد في العقبة القريبة.